# Les Cadets
Pour plus de détails, voir Fiche technique et Distribution.
Les Cadets (titre original : Kadetten) est un film allemand de Karl Ritter, sorti en 1941.
Le film s'inspire d'un épisode de la guerre de Sept Ans. À l'automne 1760, Berlin est occupé par l'armée russe, l'armée prussienne s'est retirée dans la citadelle de Spandau avec les cadets les plus âgés. Seuls les plus jeunes cadets, âgés jusqu'à douze ans, sont restés dans la Maison des cadets, en ville. Contrairement à un accord entre les parties belligérantes, ils sont capturés et déportés vers l'est.
Réalisé en 1939, le film est mis de côté pour des raisons politiques et est exploité à partir de 1941 seulement après l'attaque allemande contre l'Union soviétique.

## Synopsis
Durant la Guerre de Sept Ans, les soldats russes assiègent Berlin. Pour protéger la population civile, les parties belligérantes conviennent que les soldats prussiens se retirent dans la forteresse de Spandau. Les jeunes cadets restés dans la capitale sont arrêtés, contrairement à l'accord sur les prisonniers de guerre, et sont déportés vers l'est. Après une tentative d'évasion de certains cadets, le commandant russe Goroschew, un officier cosaque, décide d'en faire fusiller un dixième. Le rittmeister prussien von Tzülow y voit le prétexte pour aller renverser les Russes. Dans une scène clé, il fredonne la Chanson de Cadets comme un signe de ralliement. Sous son commandement, les cadets se retranchent dans un fort abandonné. Un cadet est envoyé à cheval pour obtenir de l'aide des troupes prussiennes. Lorsqu'elles arrivent, l'officier von Tzülow meurt au combat. Les Russes s'en vont. Les cadets reviennent à Berlin sous les acclamations de la foule.

## Fiche technique
- Titre : Les Cadets
- Titre original : Kadetten
- Réalisation : Karl Ritter assisté par Gottfried Ritter (de)
- Scénario : Felix Lützkendorf, Kalr Ritter
- Musique : Herbert Windt
- Direction artistique : Walter Röhrig
- Costumes : Gisela Bornkessel, Paul Haupt
- Photographie : Günther Anders
- Son : Günther Bellers, Heinz Martin
- Montage : Gottfried Ritter
- Production : Kalr Ritter
- Sociétés de production : UFA
- Société de distribution : UFA
- Pays de production :  Reich allemand
- Langue : allemand
- Format : Noir et blanc - 1,37:1 - Mono - 35 mm
- Genre : Drame
- Durée : 94 minutes
- Dates de sortie :
  - Allemagne : 5 septembre 1939 (Nuremberg, 11e Reichsparteitag, première) et 2 décembre 1941.
  - Finlande : 25 janvier 1942.
  - Pays-Bas : 25 février 1942.

## Distribution
- Mathias Wieman : Von Tzülow
- Andrews Engelmann : Goroschew
- Carsta Löck : Sophie, la petite cuisinière dans le corps des cadets
- Theo Shall : Le capitaine Jupow
- Josef Keim (de) : Le sergent Schönbrunn
- Erich Walter: Le général Tschernitschew
- Willi Kaiser-Heyl (de) : Le général von Buddenbrock
- Wilhelm Paul Krüger (de): L'ingénieur major
- Lydia Li : La chanteuse russe
- Klaus Detlef Sierck (de): Le cadet Hohenhausen
- Jürgen Mohrbutter : Le cadet Potron
- Gert Witt : Le cadet Tiesenhausen
- Bernd Rußbült : Le cadet Bork
- Martin Brendel : Le cadet Schack
- Rolf Ullmann-Schienle: Le cadet Jordan
- Hans-Otto Gauglitz : Le cadet Lampe
- Klaus Storch : Le cadet Raden
- Nico Turoff (de): Un cosaque
- Max Diekmann : Un cosaque
- Alexander von Corvin : Un cosaque
- Franz Jan Kossak : Un cosaque
- Kurt Hagen (de) : Un cosaque
- Max Marschek : Un cosaque

## Histoire
Le film est tourné entre le 30 mars et août 1939 à Berlin et Potsdam. Les cadets sont parfois joués par des Nationalpolitische Erziehungsanstalt. La première du film est prévue le 5 septembre 1939 pour le 11e congrès du NSDAP à Nuremberg. Après la signature du Pacte germano-soviétique en août 1939, l'ambiance politique n'est plus la même, le film est interdit. Mais après sa rupture en 1941, le film sort au mois de décembre.
Après la Seconde Guerre mondiale, le film est classé comme un film contenant de la propagande nazie, sa projection est limitée. Aujourd'hui, la Fondation Friedrich Wilhelm Murnau détient les droits d'exploitation.